# Lâu đài Belœil

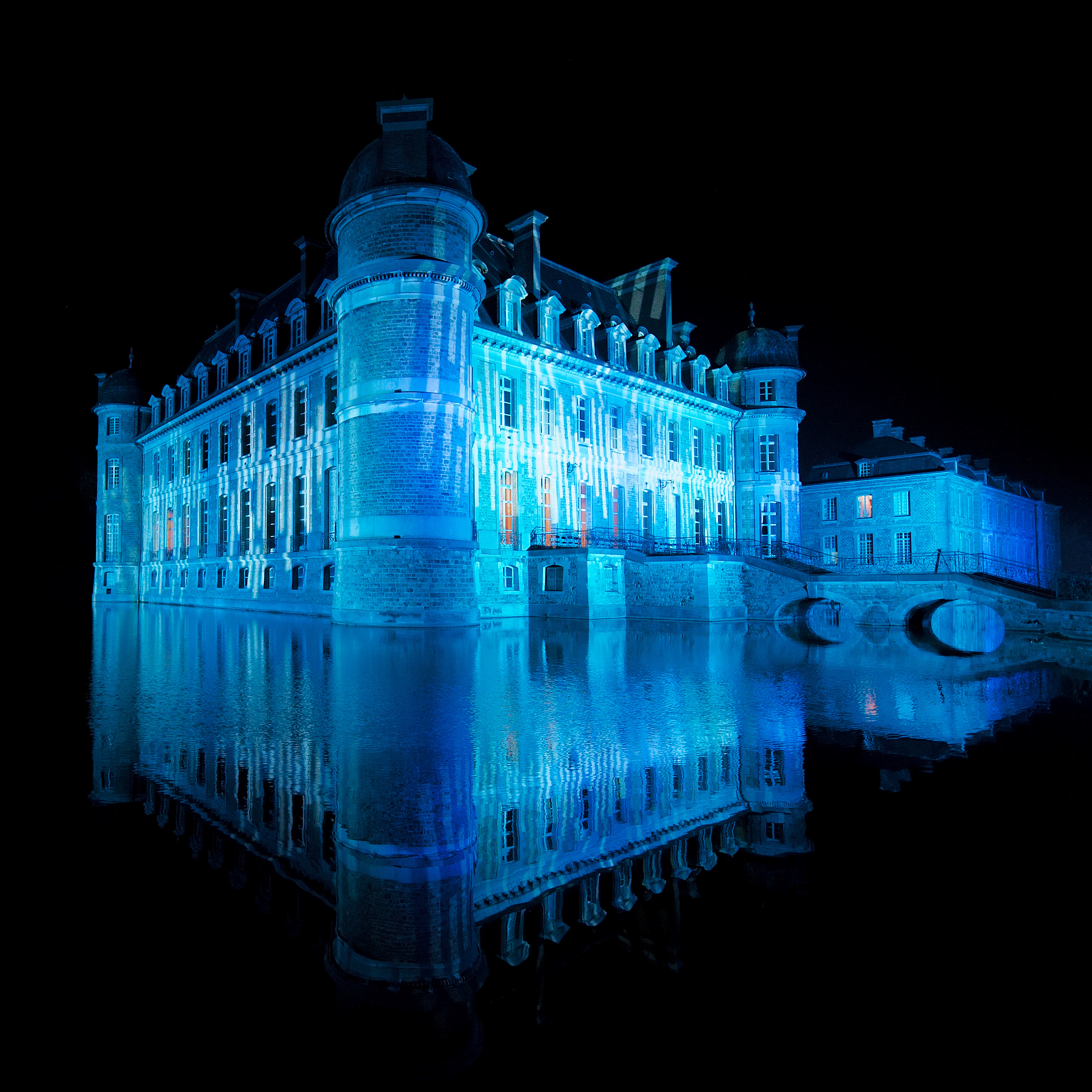
Lâu đài Belœil về đêm

Lâu đài Belœil (Château de Belœil) là một lâu đài nằm ở Belœil, tỉnh Hainaut, Bỉ. Nó nằm giữa một vườn Baroque được thiết kế năm 1664, là nơi ở của de Ligne từ thế kỷ 14. Ngày nay, lâu đài và các khu vườn có thể được tham quan trong suốt mùa xuân và hè.

## Lịch sử
Belœil thuộc sở hữu của dòng họ Ligne năm 1394. Vào đầu thế kỷ 15, lâu đài địa phương được chọn là nơi ở chính của gia dòng họ này. Lâu đài cổ từng là tòa nhà hình tứ giác được gia cố với một hào bao quanh nó và 4 tháp mái vòm ở các góc. Cấu trúc cơ bản này vẫn được bảo tồn, mặc dù mặt tiền và nội thất đã được thay thế phần lớn trong thời gian sau đó. Vào thế kỷ 17 và 18, lâu đài được trang trí sang trọng theo kiểu Pháp.

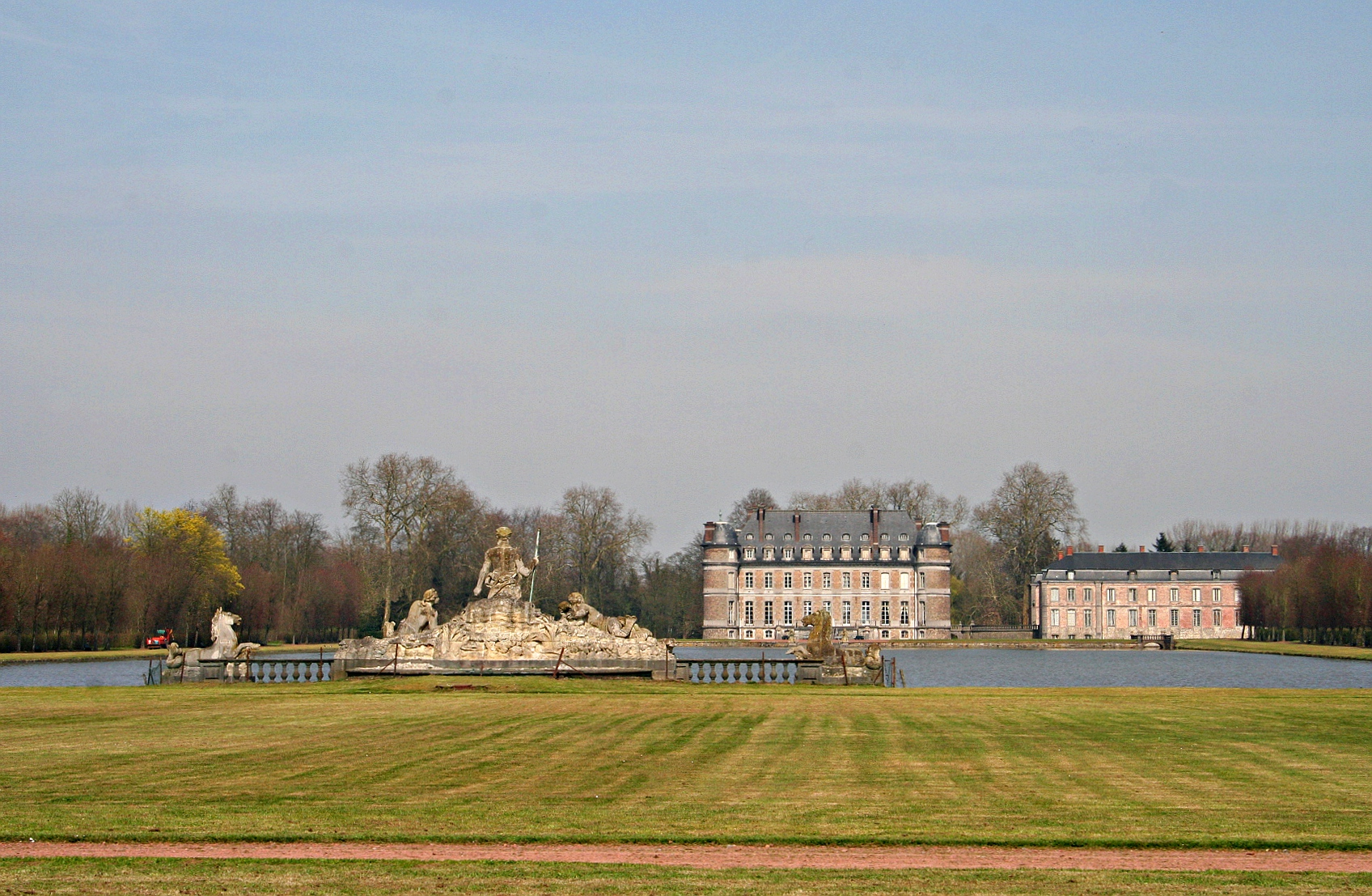
Lâu đài Belœil ban ngày.